# Zombi Holocaust
Zombi Holocaust è un film del 1980, diretto da Marino Girolami con lo pseudonimo di Frank Martin.
Sulla scia del grande successo ottenuto da Zombi 2, il produttore Fabrizio De Angelis fuse elementi tipici del cannibal movie con quelli dello zombie movie.

## Trama
New York: un chirurgo, professore universitario di medicina, e la sua bella assistente Lori colgono in flagrante un infermiere asiatico, Turan, nel commettere atti di cannibalismo su dei cadaveri. Appena costui viene scoperto si getta dalla finestra.
L'assistente, che è anche antropologa, su richiesta di un procuratore del dipartimento della sanità si reca assieme a questo presso le Molucche alla ricerca del motivo che spieghi il mistero degli atti di cannibalismo. Incontreranno uno scienziato terzomondista che fa esperimenti terribili sugli indigeni.